# Umweltsatellit

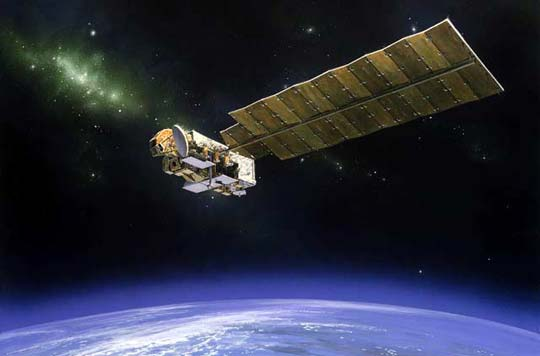
Der Satellit Aura als Beispiel für einen Umweltsatelliten

Ein Umweltsatellit ist ein Erdbeobachtungssatellit, der vorrangig zur Beobachtung und Kartierung des Zustandes der Erde eingesetzt wird. Insbesondere dienen sie zur Erforschung der Erdatmosphäre (Zusammensetzung, Spurengaskonzentrationen (z. B. Ozonloch), Isotopenhäufigkeiten, Temperaturbestimmung, Druckvermessung usw.), der Erdoberfläche (Vegetation, Bodenbeschaffenheit, Katastrophenmonitoring usw.), der Meeresoberfläche (Meeresoberflächentemperatur, Salinität, Algenwachstum, Verschmutzung usw.) und der Polkappen (Veränderungen des Polareises – Gletschereis und Meereis – usw.).
Als Umlaufbahnen für die Satelliten werden dabei wahlweise stabile, geostationäre oder exzentrische Umlaufbahnen gewählt. Meist befinden sich diese Satelliten auf Umlaufbahnen (Orbits) in 400 bis 800 km Höhe über der Erdoberfläche. Sie umkreisen die Erde dabei im Gegensatz zu geostationären Satelliten wie Meteosat, die wesentlich ‚höher‘ und fest verankert sind, wodurch diese einen großen ‚Gesichtskreis‘ haben.
Ziel der Beobachtungen ist es, ein genaues Bild der Atmosphäre, der Weltmeere, des Wärme- und Strahlungshaushaltes der Erde, der Vegetationsdecke, des Bodens (z. B. der Bodenerosion) zu erhalten, um mit diesen Daten Vorhersagen für die zukünftige Entwicklung der Erde zu machen sowie die historische Entwicklung aufzuzeichnen (Monitoring).
Die fernerkundlichen Beobachtungen erfolgen durch aktive und passive Sensoren, die Bild-Aufnahmen in verschiedenen Wellenlängenbereichen machen (u. a. sichtbares Licht, nahes Infrarot, mittleres Infrarot, thermales Infrarot, Mikrowellen). Darüber hinaus existieren Sensoren, die das terrestrische Magnetfeld aufzeichnen. Umweltsatelliten tragen häufig eine Vielzahl von Messinstrumenten. 
Umweltsatelliten-Missionen sind unter anderem 
- der europäische Umweltsatellit Envisat (2002–2012) (er trug zehn Fernerkundungsinstrumente zur Umweltbeobachtung);
- Aura und
- ERS.